# Río Ortiz
El río Ortiz es un corto río de España, un afluente del río Piedra, por su margen derecha.
Nace en Abanto (provincia de Zaragoza), en la fuente del Tejar, en la vertiente SO de la sierra de Santa Cruz del sistema Ibérico, más adelante recibe los aportes de numerosos barrancos de la Sierra de Pardos, responsables de las crecidas primaverales que pueden llegar a multiplicar por diez el caudal habitual.
Sigue una dirección NO hacia Monterde (Zaragoza) y hacia su desembocadura en el Piedra, en la cola del pantano de La Tranquera, en Nuévalos en la provincia de Zaragoza.
Su valle es amplio, al elaborarse sobre margas y yesos. De caudal indigente que varia entre los 0,02 y los 2 metros cúbicos, tiene una longitud de 18 kilómetros.